# Al-Ramtha SC Irbid
L'Al-Ramtha SC Irbid (àrab: نادي الرمثا الرياضي, Nādī ar-Ramṯā ar-Riyāḍī, ‘Club Esportiu d'ar-Ramtha’) és un club de futbol jordà de la ciutat d'ar-Ramtha.

## Palmarès
- Lliga jordana de futbol:[3]
  - 1981, 1982
- Copa jordana de futbol:[4]
  - 1990, 1991
- Escut jordà de futbol:[4]
  - 1989, 1990, 1993, 1996, 2001
- Supercopa jordana de futbol:[4]
  - 1983, 1990